# Svjetska baština
UNESCO-ova Svjetska baština sastoji se od Svjetske kulturne baštine i Svjetske prirodne baštine. Popis sadrži ukupno 936 spomenika u 153 države, od čega 725 spomenika kulture, 183 spomenika prirode, te 28 spomenika koji su istovremeno obuhvaćeni u oba popisa.
Podorganizacija UNESCO-a, Odbor za svjetsku baštinu, potpomaže zaštitu i/ili obnovu objekata s popisa pružanjem stručne i materijalne pomoći. Osim toga, Odbor vodi još i listu Svjetske dokumentacijske baštine, koja se sastoji od određenih knjiga, rukopisa, partitura, unikata, te slikovnih, zvučnih i filmskih dokumenata.
Od rujna 2006. godine svjetska baština UNESCO-a postala je i nematerijalna baština o čijemu popisu i upravljanju vodi računa Međudržavni odbor za očuvanje nematerijalne svjetske baštine. Nematerijalnu svjetsku baštinu čini nematerijalna kulturna baština kao što je: usmena tradicija, umjetničke izvedbe, društveni običaji, rituali, festivali, znanja i običaji vezani za prirodu i svemir, te znanja i umijeća tradicionalnih obrta.

## Kriterij za upis
Kako bi bio upisan na UNESCO-ov popis svjetske baštine, lokalitet mora imati jedinstvenu vrijednost i ispunjavati barem jedan od kriterija za upis. Ovi kriteriji su opisani u "Operativnim smjernicama za provedbu Konvencije o svjetskoj baštini", koja je vodeći instrument za upravljanje svjetskom baštinom. Reviziju kriterija redovito obavlja Odbor kako bi odražavao evoluciju samog koncepta svjetske baštine.
Država prvo mora sastaviti popis značajnih kulturnih i prirodnih mjesta. Ovo je popis kandidata (eng. Tentative List). Ne smije se predlagati mjesta odnosno objekte koji prije toga nisu bili na kandidatskom popisu. Tek kad sastavi kandidatski popis, država može izabrati mjesto odnosno objekt s ovog popisa da bi ih mogla nominirati za svjetsku baštinu (eng. Nomination File).
Danas postoji deset kriterija za upis:
- Kulturni kriterij
  - I. remek-djelo ljudskog kreativnog genija;
  - II. predstavlja važnu promjenu ljudskih vrijednosti kroz određeno vremensko razdoblje u jednom kulturnom području svijeta, na području razvoja arhitekture ili tehnologije, monumentalnih umjetnosti, urbanizma ili dizajna krajolika;
  - III. posjed jedinstvena ili barem izvanrednog svjedočanstva kulturne tradicije jedne postojeće ili nestale civilizacije;
  - IV. izvanredan primjer gradnje, arhitektonskog ili tehnološkog kompleksa ili krajolik koji predstavlja važne etape (ili važnu etapu) ljudske povijesti;
  - V. izvanredan primjer tradicionalnog ljudskog naselja, uporabe tla ili mora, koji je reprezentativan za cijelu kulturu (ili kulture), ili ljudsku interakciju s okolišem, osobito ako je postao osjetljiv zbog utjecaja nepovratnih promjena;
  - VI. izravno ili očito povezan s pojavama ili živom tradicijom, s idejama ili vjerovanjima, s umjetničkim i književnim radovima izvanrednog jedinstvenog značaja. (Komitet smatra da ovaj kriterij treba rabiti samo uz neki drugi kriterij);
- Prirodni kriterij
  - VII. neusporediv prirodni fenomen ili područje izvanredne prirodne ljepote i estetske vrijednosti (tzv. kulturni krajolik);
  - VIII. izvanredan primjer važnih etapa povijesti zemlje, uključujući zabilješke života, značajan neprekinut geološki proces u oblikovanju zemlje, ili značajna geomorfička ili fiziografska odlika;
  - IX. izvanredan primjer koji predstavlja značajan neprekinut ekološki i biološki proces u evoluciji i razvoju kopnenih, slatkovodnih, obalnih i morskih eko-sustava, te biljnih i životinjskih skupina;
  - X. najvažnije i značajno prirodno stanište za očuvanje prirodne raznolikosti na lokalitetu (in situ), uključujući ugrožene vrste izvanredne vrijednosti za znanost ili očuvanje života;

## Popis mjesta svjetske baštine
- Svjetska kulturna baština prema državama
- Svjetska prirodna baština prema državama
- Mješovita (kulturna i prirodna) svjetska baština prema državama

- Popis mjesta svjetske baštine u Africi
- Popis mjesta svjetske baštine u Americi
- Popis mjesta svjetske baštine u Australiji i Oceaniji
- Popis mjesta svjetske baštine u Aziji i Oceaniji
- Popis mjesta svjetske baštine u Europi
- Popis ugroženih mjesta svjetske baštine

## Svjetska baština u Hrvatskoj
Prirodna baština:
- Nacionalni park Plitvička jezera, 1979.
- Bukove prašume u Karpatima i drugim područjima Europe, 2017.

Kulturna baština:
- Dioklecijanova palača, 1979.
- gradska jezgra Dubrovnika, 1979.
- gradska jezgra Trogira, 1997.
- Eufrazijeva bazilika, 1997.
- Šibenska katedrala, 2000.
- Starogradsko polje na Hvaru, 2008.
- stećci, 2016.
- Mletačke utvrde od 15. do 17. stoljeća: Stato da Terra i zapadni Stato da Mar u Šibeniku i Zadru, 2017.

Nematerijalna kulturna baština:
- Zvončari Kastavštine
- Hrvatsko čipkarstvo
- Proljetni ophod kraljica (ljelja) u Gorjanima
- Hvarska procesija križa
- Festa Svetog Vlaha u Dubrovniku
- Proizvodnja drvenih dječjih igračaka Hrvatskog zagorja
- Istarsko dvoglasno pjevanje i sviranje na istarskoj ljestvici
- Sinjska alka
- Tradicija izrade licitara Sjeverne Hrvatske
- Bećarac
- Nijemo kolo, plesno kolo Zagore
- Klapsko pjevanje iz Dalmacije
- Međimurska popevka
- Mediteranska prehrana
- Projekt 'Očuvanje nematerijalne baštine Rovinja kroz Ekomuzej batana'
- Suhozid

Nematerijalna kulturna baština s potrebom za hitnom zaštitom:
- Ojkanje

## Vanjske poveznice
- UNESCO-ova Svjetska baština - službeni prikaz
- UNESCO-ov popis Svjetske baštine - službeni popis
- Unesco.org: Croatia